# Ronald Hubscher
Ronald Hubscher, né en 1930, est un historien contemporanéiste français, spécialiste d'histoire rurale.

## Biographie
Ronald Hubscher est né en 1930. 

### Carrière
Chargé d'enseignement à l'université de Picardie, il soutient sa thèse de doctorat d'État à l'université Paris-IV en 1978, sur L'agriculture et la société rurale dans le Pas-de-Calais, du milieu du XIXe siècle à 1914,. 
Ronald Hubscher est ensuite professeur des universités à l'université de Picardie puis à l'université de Nanterre avant d'être professeur émérite. 

### Histoire rurale
Dans sa thèse d'État, Ronald Hubscher étudie l'insertion de l'agriculture et de la société rurale du Pas-de-Calais dans le système d'échanges de la seconde moitié du XIXe siècle. Cet ouvrage est publié l'année suivante sous le même titre. La première partie présente les structures de la vie rurale au milieu du XIXe siècle, puis l'auteur examine les agents du changement et du progrès agricole avant d'étudier l'insertion de la production agricole dans le système des échanges. Il tend à montrer une prospérité agricole à la veille de la Première Guerre mondiale, alors que les campagnes trouvent des débouchés dans l'industrialisation tout en subissant l'exode rural que celle-ci crée. Gabriel Désert souligne que, si les structures et l'évolution économiques ne sont pas oubliées, il s'agit plus d'un travail d'histoire sociale.
À l'université de Nanterre, Ronald Hubscher crée un séminaire et en 1991 un DEA consacrés aux sociétés rurales contemporaines. Les travaux collectifs qu'il codirige s'intéressent à la pluriactivité rurale,, et aux salariés agricoles,. 
Ronald Hubscher publie en 1999 une étude sur les vétérinaires qui constitue le premier ouvrage de synthèse historique sur cette profession essentielle dans les campagnes,,,,. En 2005, il livre la première étude de synthèse sur l'immigration dans les campagnes françaises à l'époque contemporaine, mouvement massif mais méconnu par rapport à l'immigration urbaine et industrielle,,,,,,. Il étudie ensuite le regard — citadin — posé par le cinéma sur la campagne au cours du XXe siècle,, et lance à ce sujet un festival en 2010, intitulé Caméra en campagne, qui a lieu chaque année à Saint-Julien-en-Vercors.

### Autres études
En 1986, Ronald Hubscher dirige une Histoire d'Amiens, dans la collection Pays et Villes de France chez Privat, où, curieusement, la Révolution française et le Premier Empire ne sont pas traités, ce qui lui est reproché,. Il s'intéresse également à l'image des Françaises que transmettent les cartes postales au début du XXe siècle, à l'histoire du sport puis aux aviateurs de la Première Guerre mondiale,,.

## Principales publications

### Ouvrages personnels
- L'agriculture et la société rurale dans le Pas-de-Calais du milieu du XIXe siècle à 1914, Arras, Commission départementale des Monuments historiques du Pas-de-Calais, coll. « Mémoires de la Commission départementale des Monuments historiques du Pas-de-Calais » (no 20), 1979, 964 p.[7],[5],[6],[35],[36].
- Les maîtres des bêtes : Les vétérinaires dans la société française (XVIIIe – XXe siècle), Paris, Odile Jacob, coll. « Histoire », 1999, 432 p. (ISBN 9782738107107, lire en ligne)[14],[15],[16],[17],[18].
- L'immigration dans les campagnes françaises : XIXe – XXe siècle, Paris, Odile Jacob, coll. « Histoire », 2005, 480 p. (ISBN 978-2-7381-1683-3, lire en ligne)[19],[20],[21],[22],[23],[24],[25].
- Cinéastes en campagne, Paris, Cerf-Corlet, 2011, 350 p. (ISBN 978-2204094887)[26],[27],[28].
- Les aviateurs au combat (1914-1918) : Entre privilèges et sacrifice, Toulouse, Privat, 2016, 325 p. (ISBN 978-2708992696)[32],[33],[34].

### Ouvrage collectif
- Michel Cabaud et Ronald Hubscher, 1900. La Française au quotidien, Paris, Armand Colin, 1985, 204 p. (ISBN 978-2200370978)[31].

### Direction d'ouvrages collectifs
- Ronald Hubscher (dir.), Histoire d'Amiens, Toulouse, Privat, coll. « Pays et Villes de France », 1986, 336 p. (ISBN 978-2708982321)[4],[30].
- Gilbert Garrier et Ronald Hubscher (dir.), Entre faucilles et marteaux : Pluriactivités et stratégies paysannes, Lyon, Presses universitaires de Lyon Maison des Sciences de l'Homme, 1988, 242 p. (ISBN 978-2-7297-0341-7 et 978-2-7351-0306-5)[9],[10],[11].
- Ronald Hubscher (dir.), L’histoire en mouvements : Le sport dans la société française (XIXe – XXe siècle), Paris, Armand Colin, 1991, 559 p. (ISBN 978-2-200-37238-5).
- Ronald Hubscher et Jean-Claude Farcy (dir.), La moisson des autres : Les salariés agricoles aux XIXe et XXe siècles, Paris, Creaphis, coll. « Rencontres à Royaumont », 1996, 363 p. (ISBN 2907150413, lire en ligne)[12],[13].